# Brendan Leipsic
Brendan Leipsic (* 19. Mai 1994 in Winnipeg, Manitoba) ist ein kanadischer Eishockeyspieler, der seit Dezember 2024 beim HK Sibir Nowosibirsk aus der Kontinentalen Hockey-Liga (KHL) unter Vertrag steht. Zuvor lief der linke Flügelstürmer unter anderem für die Toronto Maple Leafs, Vegas Golden Knights, Vancouver Canucks, Los Angeles Kings und Washington Capitals in der National Hockey League (NHL) auf.

## Karriere

### Jugend
Brendan Leipsic wurde in Winnipeg geboren und spielte dort in seiner Jugend unter anderem für die Winnipeg Monarchs sowie die Winnipeg Wild. Zur Saison 2010/11 wechselte er in die ranghöchste Western Hockey League (WHL) zu den Portland Winterhawks, bevor er sein Heimatland wenig später bei der World U-17 Hockey Challenge 2011 erstmals auf internationalem Niveau vertrat. Nach zwei durchschnittlichen Jahren in Portland wurde der Angreifer im NHL Entry Draft 2012 an 89. Position von den Nashville Predators ausgewählt, die ihn vorerst erwartungsgemäß zurück in die WHL schickten. Dort gelang Leipsic anschließend der Durchbruch, indem er in 68 Spielen auf 120 Scorerpunkte kam, damit – gemeinsam mit Teamkollege Nic Petan – die WHL wie auch die gesamte Canadian Hockey League als Topscorer anführte und daher mit der Bob Clarke Trophy sowie dem CHL Top Scorer Award geehrt wurde. Außerdem gewann er in dieser Spielzeit 2012/13 mit den Winterhawks die WHL-Playoffs um den Ed Chynoweth Cup und wurde am Saisonende ins WHL (West) Second All-Star Team berufen. Im anschließenden Memorial Cup scheiterte das Team erst im Finale an den Halifax Mooseheads. Trotz dieser Leistungen kehrte der Kanadier in der Folge für ein viertes und letztes Jahr in die WHL zurück, bevor er zur Spielzeit 2014/15 in die Organisation der Nashville Predators wechselte, die ihn bereits im Mai 2013 mit einem Einstiegsvertrag ausgestattet hatten.

### NHL

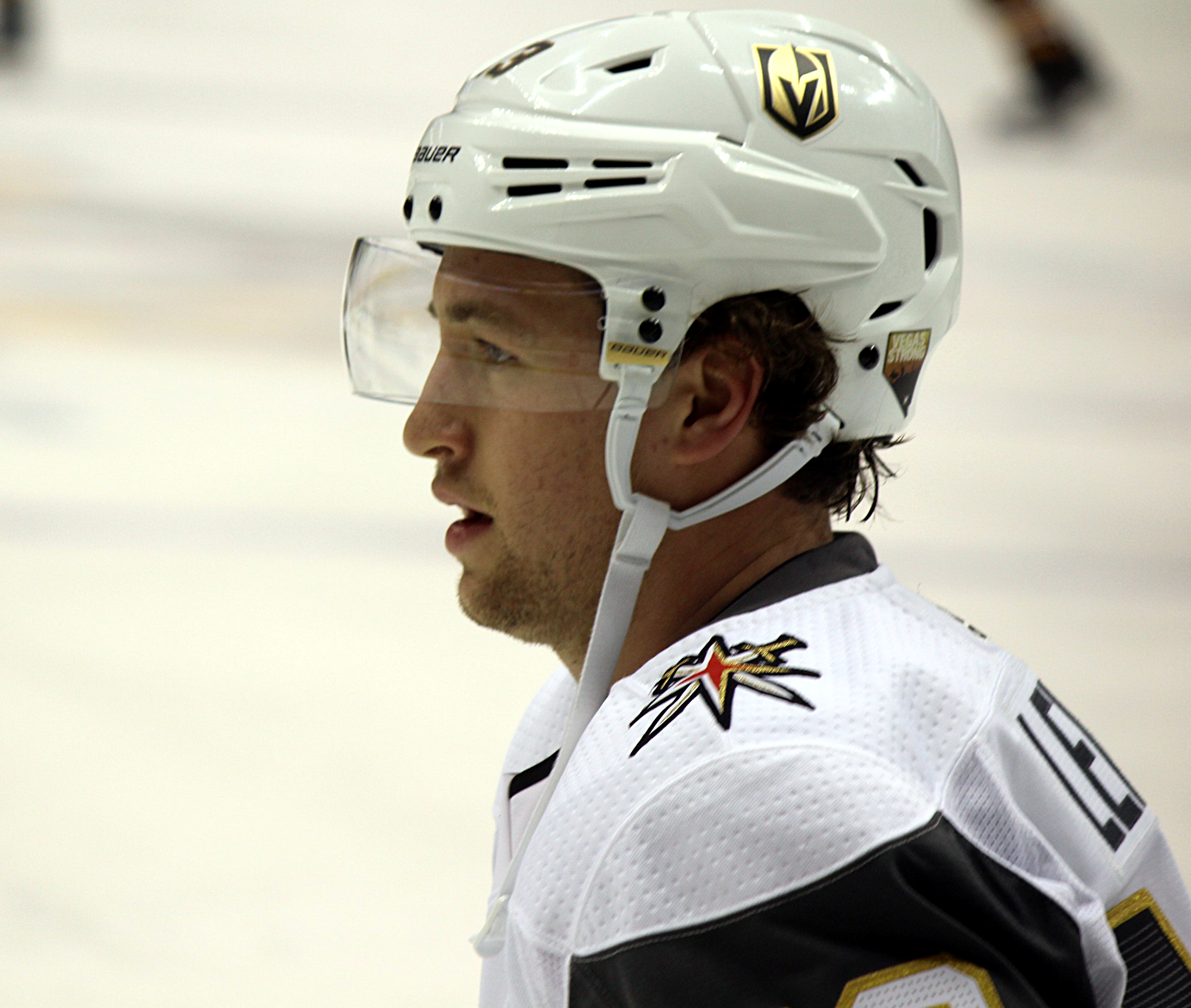
Leipsic im Trikot der Golden Knights (2018)

Die Predators setzten Leipsic vorerst bei ihrem Farmteam, den Milwaukee Admirals, in der American Hockey League (AHL) ein. Dort beendete er allerdings nicht einmal seine erste Profi-Saison, sondern wurde bereits im Februar 2015 samt Olli Jokinen und einem Erstrunden-Wahlrecht im NHL Entry Draft 2015 an die Toronto Maple Leafs abgegeben. Im Gegenzug erhielten die Predators Cody Franson und Mike Santorelli. Auch die Maple Leafs sandten den linken Flügelstürmer vorerst in die Minors, so etablierte er sich als regelmäßiger Scorer der Toronto Marlies in der AHL und beendete die Spielzeit 2014/15 mit den meisten Assists unter allen Rookies (40). Zuvor hatte er bereits am AHL All-Star Classic teilgenommen.
Im Februar 2016 wurde Leipsic schließlich erstmals ins Aufgebot der Maple Leafs berufen und gab in der Folge sein Debüt in der National Hockey League (NHL), bei dem ihm prompt sein erstes Tor gelang. Nach sechs Einsätzen kehrte er allerdings zu den Marlies zurück, bei denen er auch die gesamte Saison 2016/17 verbrachte. Im Juni 2017 wählten ihn dann die neu gegründeten Vegas Golden Knights im NHL Expansion Draft 2017 von den Maple Leafs aus. Wenig später unterzeichnete er bei den Golden Knights einen neuen Zweijahresvertrag und erarbeitete sich im Rahmen der ersten Saisonvorbereitung der Franchise-Geschichte einen Platz im NHL-Aufgebot. Im Februar 2018 wurde er allerdings zur Trade Deadline an die Vancouver Canucks abgegeben, die im Gegenzug Philip Holm nach Las Vegas schickten. In Vancouver war der Angreifer bis zum Jahresende aktiv, als er im Dezember über den Waiver in die AHL geschickt werden sollte und sein Vertrag dabei von den Los Angeles Kings übernommen wurde. Dort beendete er die Saison und wechselte anschließend als Free Agent zu den Washington Capitals.
Anfang Mai 2020, während der durch die Pandemie des Coronavirus unterbrochenen Saison 2019/20, wurde sein Vertrag in Washington vorzeitig aufgelöst. Wenige Tage zuvor waren Ausschnitte aus einem Gruppenchat auf Instagram veröffentlicht worden, in dem Leipsic sich mehrfach frauenfeindlich sowie auch beleidigend gegenüber anderen NHL-Spielern und deren Ehefrauen geäußert hatte. Er gab an, dass der Account eines Freundes kompromittiert worden sei, räumte die Äußerungen jedoch zugleich ein und entschuldigte sich öffentlich.

### KHL
Im August 2020 gab der HK ZSKA Moskau aus der Kontinentalen Hockey-Liga (KHL) die Verpflichtung von Leipsic bekannt. Dort spielte der Kanadier eine Saison, ehe er im Mai des folgenden Jahres zum Ligakonkurrenten HK Metallurg Magnitogorsk wechselte. Bei Metallurg war Leipsic anschließend zwei Spielzeiten lang aktiv. Im Juni 2023 verpflichtete der SKA Sankt Petersburg den Stürmer. Er bestritt im Verlauf der Spielzeit 2023/24 aber lediglich 21 Partien für SKA. Daraufhin wechselte der Kanadier im Sommer 2024 erneut innerhalb der KHL zu Awtomobilist Jekaterinburg, gefolgt von der Verpflichtung durch den HK Sibir Nowosibirsk im Dezember desselben Jahres.

## Erfolge und Auszeichnungen
| - 2013 Ed-Chynoweth-Cup-Gewinn mit den Portland Winterhawks - 2013 Bob Clarke Trophy (gemeinsam mit Nic Petan) - 2013 CHL Top Scorer Award (gemeinsam mit Nic Petan) - 2013 WHL West Second All-Star Team | - 2015 Teilnahme am AHL All-Star Classic - 2016 AHL-Spieler des Monats Oktober - 2017 Teilnahme am AHL All-Star Classic |

## Karrierestatistik
Stand: Ende der Saison 2023/24

### International
Vertrat Kanada bei:
- World U-17 Hockey Challenge 2011

(Legende zur Spielerstatistik: Sp oder GP = absolvierte Spiele; T oder G = erzielte Tore; V oder A = erzielte Assists; Pkt oder Pts = erzielte Scorerpunkte; SM oder PIM = erhaltene Strafminuten; +/− = Plus/Minus-Bilanz; PP = erzielte Überzahltore; SH = erzielte Unterzahltore; GW = erzielte Siegtore; 1 Play-downs/Relegation; Kursiv: Statistik nicht vollständig)